# Scopelarchus
Scopelarchus is een geslacht van straalvinnige vissen uit de familie van parelogen (Scopelarchidae).

## Soorten
- Scopelarchus analis (Brauer, 1902)
- Scopelarchus guentheri Alcock, 1896
- Scopelarchus michaelsarsi Koefoed, 1955
- Scopelarchus stephensi Johnson, 1974